# Seodaemun-Gefängnis
Das Seodaemun-Gefängnis ist eine ehemalige Haftanstalt in Seodaemun-gu, einem Stadtteil von Seoul, die heute als Gedenkstätte genutzt wird. Das Gefängnis wurde am 21. Oktober 1908 unter dem Namen Gyeongseong Gamok eröffnet. 1923 wurde der Name in Seodaemun-Gefängnis geändert. Unter der japanischen Herrschaft wurde es zur Inhaftierung von Unabhängigkeitskämpfern genutzt. Es fanden im Gefängnis auch Folterungen und Exekutionen statt. Im Jahr 1919 stieg die Zahl der Insassen dramatisch in Folge der Bewegung des ersten März. Etwa 3000 Leute waren neu als Häftlinge im Seodaemun-Gefängnis, darunter die berühmte koreanische Unabhängigkeitsaktivistin Ryu Gwansun. Sie verstarb dort an Folgen der Folter. Die Kolonialherrschaft über die Koreanische Halbinsel endete offiziell mit der Kapitulation Japans am 15. August 1945. Nach der Befreiung wurden viele Häftlinge aus der Gefangenschaft entlassen. 1948 wurde die Republik Korea gegründet. Danach diente das Seodaemun-Gefängnis bis Ende der 1980er den Militärdiktaturen als Gefängnis, vor allem für politische Häftlinge. 1998 wurde dann an dieser Stelle die Seodaemun-Gefängnis-Gedenkstätte eröffnet.